# 2016年夏季殘疾人奧林匹克運動會射擊比賽
2016年夏季帕拉林匹克運動會的射擊比賽在9月8日至14日於國家射擊中心舉行。本屆比賽共產生12面金牌，8面來自步槍項目、4面來自手槍項目。此外亦包括男子、女子及混合項目。

## 比賽分級
殘疾人奧林匹克運動會射擊比賽是給肢體殘障的運動員參加的項目，按照運動員的殘障程度，將他們分成3個級別，只有相同級別的運動員才能同時比賽：
- SH1級（手槍）：此級別的運動員能夠承擔手槍的重量。由於手槍只需要使用單手控制，因此此級別的運動員主要是其中1條手臂或腿部受到影響，例如截肢或脊椎受損等。部份運動員會用坐姿進行比賽，而其他則會用站姿進行比賽，但都必須遵守比賽規則。
- SH1級（步槍）：此級別的運動員能夠承擔步槍的重量。由於步槍需要使用雙手控制，因此此級別的運動員主要是下肢受到影響，例如截肢或半身不遂等。部份運動員會用坐姿進行比賽，而其他則會用站姿進行比賽。
- SH2級（步槍）：此級別的運動員由於上肢有一定程度的殘障，因此無法承擔步槍的重量而需要使用支撐架進行射擊。此級別的運動員主要是進行手臂截肢或先天手臂肌肉受影響，部份甚至四肢都有殘障。大部份運動員需要使用坐姿進行比賽。

詳細的分級方法可以參閱IPC的網頁。

## 比賽規則
- 所有射擊比賽分為預賽及決賽階段。在預賽階段，所有運動員必須在指定時間內完成指定數目的射擊。所有運動員完成後，總成績最佳的8位運動員將晉級至決賽。按照不同比賽項目，決賽的形式有不同的設備：
- 25米手槍項目：
  - 決賽階段可以再細分為2部份。第1部份每位運動員需要發射5發子彈。完成後總成績最佳的2位運動員晉級至金牌戰，而第3及第4名則進入銅牌戰。
  - 第2部份雙方運動員會輪流發射1發子彈。分數較高者獲得2分，平手則各得1分。首先獲得7分的運動員則勝出。
- 50米步槍三姿項目：
  - 於決賽階段，每位運動員首先發射3組跪射，每組5發子彈及限時200秒；之後為3組臥射，每組5發子彈及限時150秒；最後是2組立射，每組5發子彈及限時250秒。
  - 完成40發射擊後，成績最差的2位運動員被淘汰。之後完成每發立射子彈後再淘汰1位成績最差的運動員，最後第45發子彈決定獲得金牌的運動員。
- 其他項目：
  - 於決賽階段，首先運動員需要在每組150秒內完成2組，每組3發子彈（50米步槍項目為100秒）。之後開始每發子彈有50秒射擊時間（50米步槍項目為30秒），共20發子彈。
  - 完成8發子彈後，成績最低的運動員會被淘汰。之後每2發子彈淘汰1位運動員。最後第20發子彈決定獲得金牌的運動員。
- 在分數計算方面，會使用10環的射擊靶，而分數是使用電子儀器計算從射擊孔的中心與射擊靶中心的距離而決定。
- 於步槍項目（除50米步槍），分數差為0.1，最高分數為10.9分。而50米步槍的分數差為1，最高分數為10分。
- 於手槍項目，精確射擊部份會用10環的射擊靶，預賽最高分數為10分而決賽則為10.9分。而快速射擊則使用5環的射擊靶，預賽的分數為1至5分。而決賽則只決定是否射中目標[4]。
- 詳細規則可以參閱IPC的網頁[5]。

## 參賽資格
每個國家最多可以獲分配12個參賽名額，除了外卡名額是分配給運動員外，其他名額是分配給運動員所屬的國家。而每個性別最多可以獲得8個名額，而每個項目最多可以獲得3個名額。
參賽的運動員必須獲得「確認」或「複審」（複審日期為2016年12月31日之後）的分級認證；持有2016年度有效的IPC射擊運動員執照；以及由2014年1月1日至2016年6月30日期間在任何2場相同項目的比賽中獲得以下最低參賽資格分數（Minimum Qualification Standards、MQS）：
| 項目                      | 分數  |
| ------------------------- | ----- |
| 步槍                      |       |
| 男子10米空氣步槍SH1級     | 600.0 |
| 女子10米空氣步槍SH1級     | 390.0 |
| 混合10米空氣步槍臥射SH1級 | 623.0 |
| 混合10米空氣步槍SH2級     | 620.0 |
| 混合10米空氣步槍臥射SH2級 | 628.0 |
| 混合50米步槍臥射SH1級     | 605.0 |
| 男子50米步槍三姿SH1級     | 1110  |
| 女子50米步槍三姿SH1級     | 540   |
| 手槍                      |       |
| 男子10米空氣手槍SH1級     | 547   |
| 女子10米空氣手槍SH1級     | 340   |
| 混合25米手槍SH1級         | 540   |
| 混合50米手槍SH1級         | 510   |

| 資格賽           | 出線資格              | 男子名額 | 女子名額 | 備註 |
| ---------------- | --------------------- | -------- | -------- | --- |
| 主辦國           | 不適用                | 2        | 1        | 主辦國可以獲得最少2個男子及1個女子參賽名額。 如果主辦國於2014年世界錦標賽或2015年世界杯獲得名額，此名額將分配至外卡名額。                                                      |
| 2014年世界錦標賽 | 每個項目的首2至6名    | 42       | 21       | 步槍： 男子SH1級：前4名 女子SH1級：前2名 混合SH1級：男子前4名及女子前2名 混合SH2級：男子前6名及女子前3名 手槍： 男子項目：前6名 女子項目：前3名 混合項目：男子前4名及女子前2名 |
| 2015年世界杯     | 每個項目的首名或首2名 | 54       | 27       | 共有3場指定的世界杯會提供參賽資格。 男子項目：前2名 女子項目：首名 混合項目：男子前2名及女子首名                                                                               |
| 外卡名額         | 由IPC選擇             | 2        | 1        | 申請國家需要2016年3月25日或之前提交申請。 |
| 總和             | 總和                  | 100      | 50       | |

| 比賽項目                                           | 男子                                                  | 男子                                                                       | 男子                                                          | 女子                                               | 女子                                        | 女子                                          |
| 比賽項目                                           | 10米空氣步槍SH1級                                     | 50米步槍三姿SH1級                                                          | 10米空氣手槍SH1級                                             | 10米空氣步槍SH1級                                  | 50米步槍三姿SH1級                           | 10米空氣手槍SH1級                             |
| -------------------------------------------------- | ----------------------------------------------------- | -------------------------------------------------------------------------- | ------------------------------------------------------------- | -------------------------------------------------- | ------------------------------------------- | --------------------------------------------- |
| 主辦國 · 2009年10月2日 · 丹麦哥本哈根              | 不適用                                                | 不適用                                                                     | 不適用                                                        | 不適用                                             | 不適用                                      | 不適用                                        |
| 2014年世界錦標賽 · 2014年7月18日至26日 · 德国蘇爾  | 中国 · 韩国 · 瑞典 · 乌克兰                           | 韩国 · 法国 · 瑞典 · 阿拉伯联合酋长国                                      | 韩国 · 韩国 · 俄罗斯 · 俄罗斯 · 瑞典 · 土耳其                 | 斯洛伐克 · 土耳其                                  | 韩国 · 韩国                                 | 匈牙利 · 伊朗 · 马其顿                        |
| 2015年世界世界盃 · 2015年7月10日至14日 · 奧西耶克  | 德国 · 塞尔维亚                                       | 爱尔兰 · 斯洛文尼亚                                                        | 中国 · 塞尔维亚                                               | [ 13 ]                                             | [ 13 ]                                      | 伊朗                                          |
| 2015年世界世界盃 · 2015年9月15日至19日 · 悉尼      | 中国 · 德国                                           | 瑞典 · 泰国                                                                | 中国香港 · 伊朗                                               | 中国                                               | 瑞典                                        | 泰国                                          |
| 2015年世界世界盃 · 2015年11月3日至7日 · 美国班寧堡 | 英国 · 乌克兰                                         | 印度 · 俄罗斯                                                              | 英国 · 英国                                                   | 挪威                                               | 德国                                        | 土耳其                                        |
| 外卡名額 2016年3月25日                             | 不適用                                                | 不適用                                                                     | 不適用                                                        | 不適用                                             | 不適用                                      | 阿塞拜疆 · 英国                               |
| 總參賽人數                                         | 32                                                    | 22                                                                         | 32                                                            | 19                                                 | 15                                          | 22                                            |
| 比賽項目                                           | 混合                                                  | 混合                                                                       | 混合                                                          | 混合                                               | 混合                                        | 混合                                          |
| 比賽項目                                           | 10米空氣步槍卧射SH1級                                 | 10米空氣步槍SH2級                                                          | 10米空氣步槍卧射SH2級                                         | 50米步槍卧射SH1級                                  | 25米手槍SH1級                               | 50米手槍SH1級                                 |
| 主辦國 · 2009年10月2日 · 丹麦哥本哈根              | 不適用                                                | 不適用                                                                     | 不適用                                                        | 不適用                                             | 不適用                                      | 不適用                                        |
| 2014年世界錦標賽 · 2014年7月18日至26日 · 德国蘇爾  | 英国 · 德国 · 韩国 · 挪威 · 俄罗斯 · 阿拉伯联合酋长国 | 法国 · 希腊 · 韩国 · 韩国 · 挪威 · 斯洛文尼亚 · 斯洛文尼亚 · 乌克兰 · 美国 | · 丹麦 · 芬兰 · 英国 · 英国 · 日本 · 挪威 · 新西兰 · 塞尔维亚 | · 中国 · 以色列 · 挪威 · 俄罗斯 · 阿拉伯联合酋长国 | 巴西 · 中国 · 中国 · 马其顿 · 乌克兰 · 美国 | 韩国 · 韩国 · 蒙古 · 波兰 · 塞尔维亚 · 乌克兰 |
| 2015年世界世界盃 · 2015年7月10日至14日 · 奧西耶克  | · 中国 · 法国                                         | · 保加利亚 · 科威特                                                        | 英国 · 俄罗斯 · 斯洛文尼亚                                    | 西班牙 · 英国 · 英国                               | 中国 · 乌克兰                               | 伊朗 · 意大利 · 土耳其 ·                      |
| 2015年世界世界盃 · 2015年9月15日至19日 · 悉尼      | 中国 · 意大利 · 泰国 · 土耳其                         | · 中国 · 伊朗                                                              | 新西兰 · 俄罗斯 · 瑞典                                        | 阿拉伯联合酋长国 · 美国                            | 匈牙利 · 韩国 · 挪威 · 俄罗斯               | 巴西 · 泰国                                   |
| 2015年世界世界盃 · 2015年11月3日至7日 · 美国班寧堡 | 新西兰 · 斯洛伐克 · 美国                              | 巴西 · 瑞典 · 美国                                                         | 意大利 · 塞尔维亚 · 土耳其                                    | 法国 · 英国 · 德国                                 | 南非 · 瑞士                                 | 葡萄牙 · 俄罗斯 · 土耳其 · 土耳其             |
| 外卡名額 2016年3月25日                             | 斯洛伐克                                              | 加拿大 · 泰国                                                              | 爱尔兰 · 瑞士                                                 | 巴西 · 德国                                        | [ 10 ]                                      | 克罗地亚                                      |
| 總參賽人數                                         | 15                                                    | 34                                                                         | 29                                                            | 42                                                 | 31                                          | 34                                            |

## 時間表
| ● | 預賽 | ● | 決賽 |

| 步槍                      |  |   |   |   |   |   |   |   |  |  |  |  |
| 男子10米空氣步槍SH1級     |  | ● |   |   |   |   |   |   |  |  |  |  |
| 女子10米空氣步槍SH1級     |  | ● |   |   |   |   |   |   |  |  |  |  |
| 混合10米空氣步槍卧射SH1級 |  |   |   | ● |   |   |   |   |  |  |  |  |
| 混合10米空氣步槍SH2級     |  |   |   | ● |   |   |   |   |  |  |  |  |
| 混合10米空氣步槍卧射SH2級 |  |   |   |   |   |   | ● |   |  |  |  |  |
| 混合50米步槍卧射SH1級     |  |   |   |   |   |   |   | ● |  |  |  |  |
| 男子50米步槍三姿SH1級     |  |   |   |   |   | ● |   |   |  |  |  |  |
| 女子50米步槍三姿SH1級     |  |   |   |   |   |   | ● |   |  |  |  |  |
| 手槍                      |  |   |   |   |   |   |   |   |  |  |  |  |
| 男子10米空氣手槍SH1級     |  |   | ● |   |   |   |   |   |  |  |  |  |
| 女子10米空氣手槍SH1級     |  |   | ● |   |   |   |   |   |  |  |  |  |
| 混合25米手槍SH1級         |  |   |   |   | ● |   |   |   |  |  |  |  |
| 混合50米手槍SH1級         |  |   |   |   |   |   |   | ● |  |  |  |  |

## 獎牌得主
| 項目                               | 金牌                                  | 银牌                                               | 铜牌                              |
| 步槍                               |                                       |                                                    |                                   |
| 男子10米空氣步槍SH1級 （詳細）     | 董超 · 中国（CHN）                    | 阿卜杜拉·苏尔坦·阿拉亚尼 · 阿拉伯联合酋长国（UAE） | 金秀完 · 韩国（KOR）              |
| 女子10米空氣步槍SH1級 （詳細）     | 维罗妮卡·瓦多維喬娃 · 斯洛伐克（SVK） | 张翠平 · 中国（CHN）                               | 晏亚平 · 中国（CHN）              |
| 混合10米空氣步槍卧射SH1級 （詳細） | 維羅妮卡·瓦多維喬娃 · 斯洛伐克（SVK） | 娜塔莎·希尔特罗普 · 德国（GER）                    | Lee Jang-ho · 韩国（KOR）         |
| 混合10米空氣步槍SH2級 （詳細）     | 韦塞尔卡·佩瓦克 · 斯洛文尼亚（SLO）   | 弗兰切克·戈拉兹德·蒂尔谢克 · 斯洛文尼亚（SLO）     | Kim Geun-soo · 韩国（KOR）        |
| 混合10米空氣步槍卧射SH2級 （詳細） | 瓦西里·科瓦利丘克 · 乌克兰（UKR）     | Kim Geun-soo · 韩国（KOR）                         | 麦肯纳·达尔 · 美国（USA）         |
| 混合50米步槍卧射SH1級 （詳細）     | 张翠平 · 中国（CHN）                  | 阿卜杜拉·苏尔坦·阿拉亚尼 · 阿拉伯联合酋长国（UAE） | 拉斯洛·舒拉尼 · 塞尔维亚（SRB）   |
| 男子50米步槍三姿SH1級 （詳細）     | 拉斯洛·舒拉尼 · 塞尔维亚（SRB）       | 阿卜杜拉·苏尔坦·阿拉亚尼 · 阿拉伯联合酋长国（UAE） | 多隆·沙齐里 · 以色列（ISR）       |
| 女子50米步槍三姿SH1級 （詳細）     | 张翠平 · 中国（CHN）                  | 維羅妮卡·瓦多維喬娃 · 斯洛伐克（SVK）              | Lee Yun-Ri · 韩国（KOR）          |
| 手槍                               |                                       |                                                    |                                   |
| 男子10米空氣手槍SH1級 （詳細）     | 杨超 · 中国（CHN）                    | Lee Ju-hee · 韩国（KOR）                           | 塞维尔·伊布拉吉莫夫 · （UZB）     |
| 女子10米空氣手槍SH1級 （詳細）     | 萨列赫·贾凡玛迪 · 伊朗（IRI）         | 奥尔加·科瓦利丘克 · 乌克兰（UKR）                  | 艾瑟乌·佩利万拉尔 · 土耳其（TUR） |
| 混合25米手槍SH1級 （詳細）         | 黄兴 · 中国（CHN）                    | 约阿基姆·努尔贝里 · 瑞典（SWE）                    | Lee Ju-hee · 韩国（KOR）          |
| 混合50米手槍SH1級 （詳細）         | 萨列赫·贾凡玛迪 · 伊朗（IRI）         | 杨超 · 中国（CHN）                                 | 奥列克西·丹尼修克 · 乌克兰（UKR） |

## 獎牌榜
该排名根据射手获得的金牌数量对国家进行排序（在这种情况下，国家是由国际残奥会委员会代表的实体）。接下来考虑银牌的数量，然后是铜牌的数量。如果在上述之后，国家仍然并列，则给予同等排名并按字母顺序列出。

| 排名                      | 国家 / 地区               | 金牌 | 銀牌 | 銅牌 | 总计 |
| ------------------------- | ------------------------- | ---- | ---- | ---- | ---- |
| 1                         | 中国（CHN）               | 5    | 2    | 1    | 8    |
| 2                         | 斯洛伐克（SVK）           | 2    | 1    | 0    | 3    |
| 3                         | 伊朗（IRI）               | 2    | 0    | 0    | 2    |
| 4                         | 乌克兰（UKR）             | 1    | 1    | 1    | 3    |
| 5                         | 斯洛文尼亚（SLO）         | 1    | 1    | 0    | 2    |
| 6                         | 塞尔维亚（SRB）           | 1    | 0    | 1    | 2    |
| 7                         | 阿拉伯联合酋长国（UAE）   | 0    | 3    | 0    | 3    |
| 8                         | 韩国（KOR）               | 0    | 2    | 5    | 7    |
| 9                         | 德国（GER）               | 0    | 1    | 0    | 1    |
| 9                         | 瑞典（SWE）               | 0    | 1    | 0    | 1    |
| 11                        | 以色列（ISR）             | 0    | 0    | 1    | 1    |
| 11                        | 土耳其（TUR）             | 0    | 0    | 1    | 1    |
| 11                        | 美国（USA）               | 0    | 0    | 1    | 1    |
| 11                        | （UZB）                   | 0    | 0    | 1    | 1    |
| 总计（共14个国家 / 地区） | 总计（共14个国家 / 地区） | 12   | 12   | 12   | 36   |

## 外部連結
- 官方网站（葡萄牙文）（英文）（西班牙文）（法文）
- 國際殘疾人奧林匹克委員會（射擊）（页面存档备份，存于）（英文）